# P. H. Newby
Percy Howard Newby est un écrivain et homme de radio britannique né le 25 juin 1918 à Crowborough et mort le 6 septembre 1997 à Garsington.

## Biographie
Au début de la Seconde Guerre mondiale, il s'engage dans le Royal Army Medical Corps et sert en France, puis il enseigne la littérature anglaise à l'université du Caire de 1942 à 1946. Durant cette période, il rédige son premier roman, A Journey to the Interior, publié en 1945 et lauréat du prix Somerset-Maugham en 1948. En 1969, il remporte le premier prix Booker pour son roman Something to Answer For.
Newby travaille à la BBC Radio de 1949 à 1978 comme producteur et directeur des programmes, puis comme directeur général à partir de 1976. Il est fait commandeur de l'Ordre de l'Empire britannique pour ses services à la tête de la BBC.